# Чувар тајни
Чувар тајни је пети студијски албум Краљевског апартмана који је издат 2008. године за ПГП РТС. Ово је први и једини албум на коме је на месту певача био Иван „Ђера“ Ђерковић. На албуму се налази девет нових и прерађена верзија песме „Јесен“ са другог албума: